# Shimbiris
Shimbiris es el pico más alto de Somalia. Se encuentra a una altitud de 2460 metros sobre el nivel del mar. Se encuentra ubicado en la cordillera de Cal Madow en el norte de Somalia, en la región de Sanaag. Algunos datos muestran que su elevación a menudo citada de 2410 m es un poco baja.